# Niszczyciele typu S 90
Niszczyciele typu S 90 – pierwsza seria niszczycielii zaprojektowanych i zbudowanych w Niemczech w latach 1898–1901, w stoczni Schichau w Elblągu. Zbudowano 12 jednostek tego typu, o numerach od S 90 do S 101. Oficjalnie klasyfikowane w marynarce niemieckiej jako wielkie torpedowce lub torpedowce pełnomorskie, były pod względem wielkości i charakterystyk odpowiednikami klasy niszczycieli i za takie są uznawane. Razem z kolejnymi typami, o numerach okrętów do G 137, tworzyły grupę zbliżonych typów określaną jako Großes Torpedoboot 1898. W 1914 roku zostały przenumerowane na T 91 do T 101. Służyły podczas I wojny światowej. Z wyjątkiem dwóch okrętów, wszystkie pozostałe przetrwały wojnę. 

## Historia

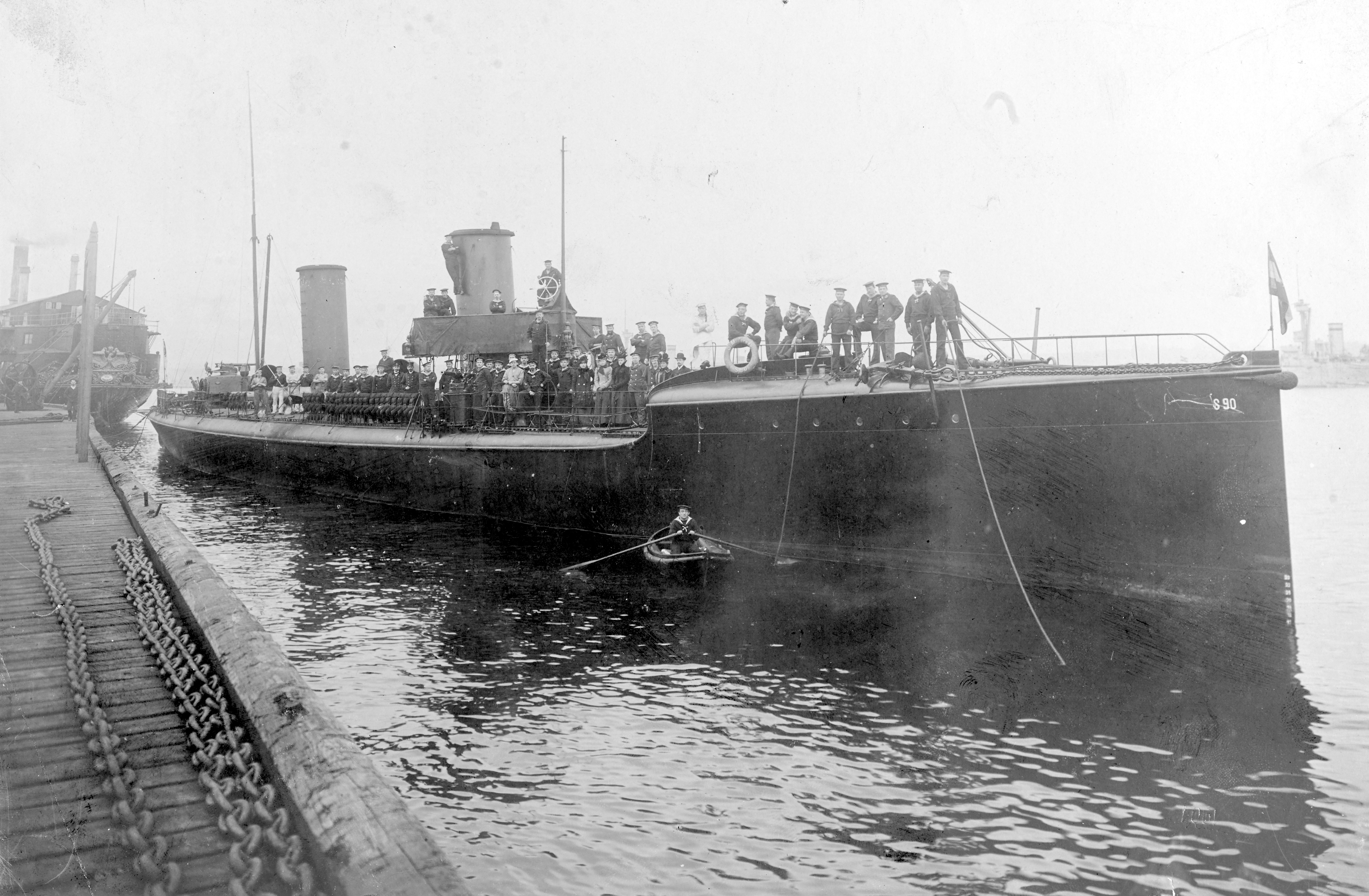
S 90 w 1901

Dwanaście wielkich torpedowców typu S 90 zostało zaprojektowanych w Niemczech i zbudowanych w stoczni Schichau. Nosiły one oznaczenia od S 90 do S 101 (litera S oznaczała stocznię Schichau). 
W momencie wybuchu I wojny światowej ich wartość bojowa była już stosunkowo niska, na wielu z nich zdjęto uzbrojenie torpedowe i służyły one jako jednostki pomocnicze, tendry okrętów podwodnych.  Z wyjątkiem dwóch okrętów, S 90 i T 100 (ex. S 100), wszystkie pozostałe okręty tego typu przetrwały wojnę.
S 97 od 28 maja 1900 służył jako awizo pod nazwą „Sleipner” przy jachcie cesarskim, po czym po wybuchu wojny został przeklasyfikowany na okręt obrony wybrzeża i przemianowany na T 97. Trzy pierwsze okręty, S 90, S 91 i S 92 od wejścia do służby służyły w niemieckiej kolonii Tsingtau (Qingdao) w Chinach, skąd dwa ostatnie powróciły w 1902 roku. W związku ze zdeklasowaniem okrętów tego typu przez nowsze niszczyciele, 4 września 1914 zmieniono okrętom oznaczenia na rozpoczynające się od litery T, oznaczające torpedowce, z zachowaniem tych samych numerów, żeby zwolnić numery dla nowo budowanych niszczycieli. Większość służyła przez całą I wojnę światową na wodach niemieckich, z wyjątkiem S 90, który służył nadal na wodach chińskich i jako jedyny nie został przemianowany. W nocy z 17 na 18 października 1914 zatopił on japoński krążownik „Takachiho” w czasie oblężenia Qingdao, ale nie mogąc przerwać blokady, wyrzucił się na brzeg. Z pozostałych okrętów, T 100 zatonął na Bałtyku 15 października 1915 po kolizji ze statkiem handlowym „Preussen”.
Po zakończeniu wojny okręty krótko służyły w Reichsmarine, zostały złomowane w 1921.

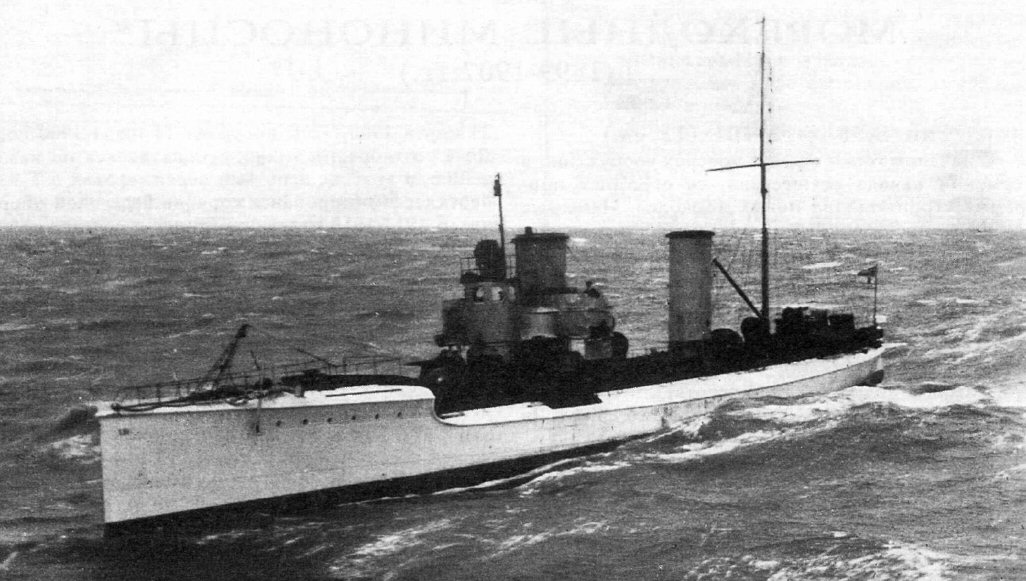
S 90 w malowaniu kolonialnym

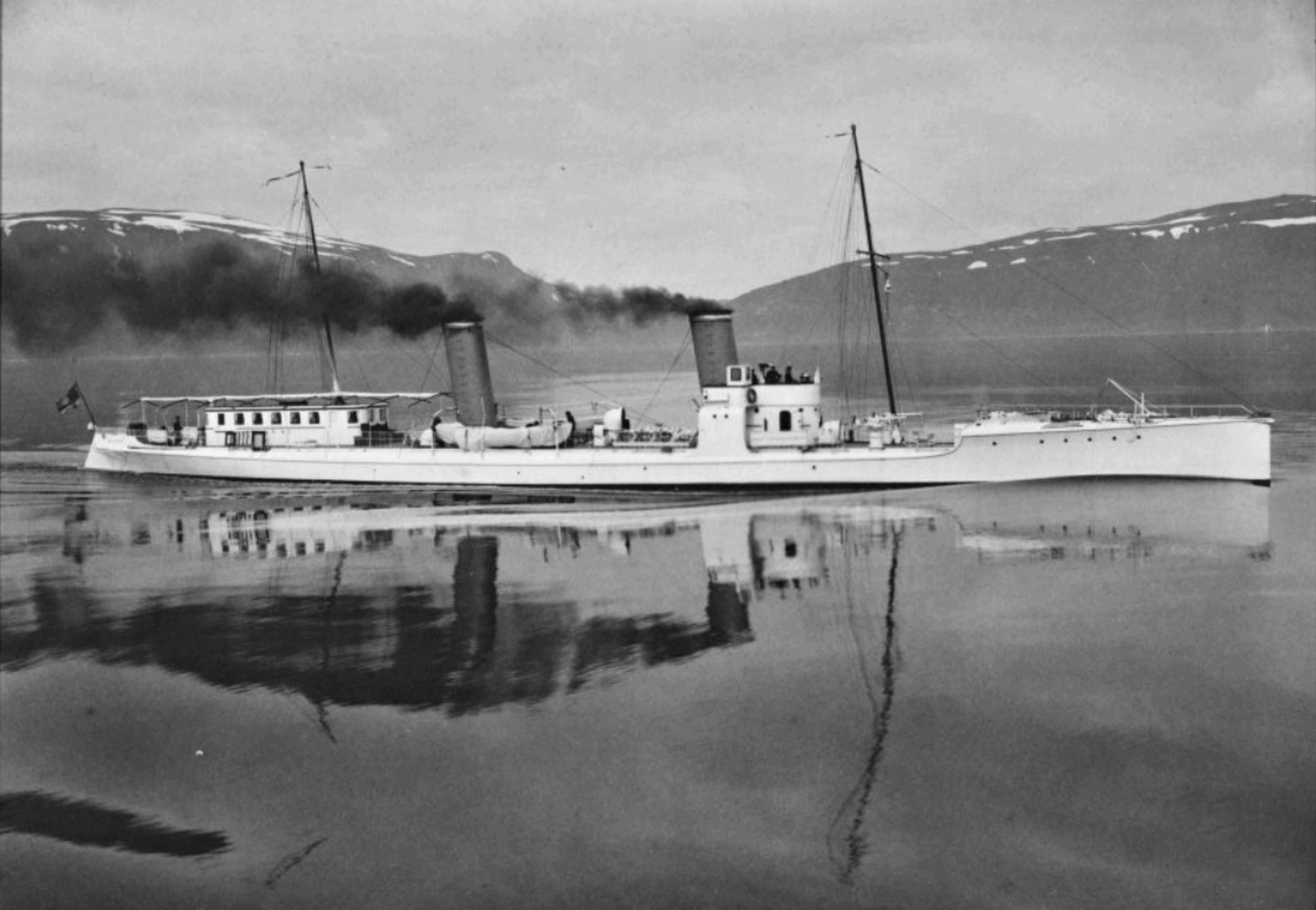
S 97 jako awizo „Sleipner” przy jachcie cesarskim.

## Opis konstrukcji
Okręty oficjalnie klasyfikowane były jako „torpedowce pełnomorskie” względnie „torpedowce oceaniczne” lub „wielkie torpedowce” (Hochsee-Torpedoboote lub Große Torpedoboote), współcześnie w publikacjach, zwłaszcza anglojęzycznych, klasyfikowane są anachronicznie jako niszczyciele. Różniły się przy tym znacząco od podobnych im klasą ówczesnych okrętów brytyjskich.
W odróżnieniu od pierwszego niszczyciela marynarki niemieckiej D 10, zbudowanego i zaprojektowanego w brytyjskiej stoczni, typ S 90 był projektem całkowicie niemieckim. Stanowił ewolucję wcześniejszych projektów Schichaua, jak D 9, bardziej zbliżonych do kanonierki torpedowej. Wyraźnie odróżniał się on od ówczesnych brytyjskich i francuskich okrętów tego typu, natomiast wykazywał podobieństwa do amerykańskiego USS „Bainbridge” (DD-1) w tym, że okręty te miały wysoki, podniesiony pokład dziobowy zamiast modnego wówczas u niszczycieli zaokrąglonego pokładu typu turtle back (skorupa żółwia). Tracono w ten sposób kilka węzłów szybkości, ale za to znacznie podnoszono żeglowność w warunkach pełnomorskich.
Podstawowym zadaniem okrętów niemieckich tej klasy był atak torpedowy na duże jednostki nieprzyjaciela, a nie jak w przypadku okrętów brytyjskich obrona własnych sił przed atakiem torpedowców.  Różnice nie przejawiały się tylko w nazwie (niemieckie Torpedoboote [torpedowce], a brytyjskie torpedo boat destroyers [niszczyciele torpedowców]), ale także w uzbrojeniu. Okręty brytyjskiej miały znacznie silniejsze uzbrojenie artyleryjskiej: niemieckie Torpedoboote uzbrojone były w trzy armaty kalibru 50 mm, a ówczesne brytyjskie torpedo boat destroyers zazwyczaj w jedną armatę 12-funtową (76 mm) i cztery do sześciu armat 6-funtowych (57 mm).
Wszystkie okręty miały konstrukcję stalową, galwanizowaną poniżej linii wodnej.  Kadłub dzielony był na dziesięć przedziałów wodoszczelnych.
Napęd okrętów stanowiły dwie maszyny parowe potrójnego rozprężania z pionowymi cylindrami o mocy indykowanej 5900 KM napędzające dwie śruby o średnicy 2,25 metry z trzema kotłami wodnorurkowymi typu Thornycroft opalanymi węglem, którego zapas wynosił 93 tony.  
Długość linii wodnej okręt wynosiła 62,7 metrów, a długość całkowita 63 metry.  Maksymalna szerokość kadłuba wynosiła 7 metrów, zanurzenie na dziobie wynosiło 2,03 metry, a na rufie 2,83 metry.  Wyporność normalna wynosiła 310 ton, a maksymalna do 394 ton.  Prędkość maksymalna wynosiła do 26,5 węzłów (planowana była wyliczona na 27 węzłów).  Okręt mógł utrzymać prędkość maksymalną przez około trzy godziny, a prędkość 12-14 węzłów do dwunastu godzin.
Okręty były uzbrojone w trzy pojedyncze armaty 50 mm (zapas amunicji 252 pocisków), dwa karabiny maszynowe i trzy pojedyncze wyrzutnie torpedowe 450 mm (z łącznym zapasem pięciu torped).
Załogę stanowiło 55 marynarzy i dwóch oficerów.
Koszt budowy jednego okrętu wynosił pomiędzy 874.000, a 1.015.000 ówczesnych marek.

## Lista jednostek
| Nazwa | Numer stoczniowy | Wodowany   | Wejście do służby | Wycofanie ze służby | Uwagi |
| ----- | ---------------- | ---------- | ----------------- | ------------------- | --- |
| S 90  | 644              | 26/07/1899 | 24/10/1899        | 17/10/1914          | Służył na Dalekim Wschodzie. Zatopił japoński krążownik „Takachiho” w czasie oblężenia Qingdao, samozatopiony 17. 10. 1914.                                                                                        |
| S 91  | 645              | 25/09/1899 | 24/04/1900        | 22/03/1921          | 4 września 1914 przemianowany na T 91, złomowany w 1921. |
| S 92  | 646              | 15/05/1900 | 27/06/1900        | 22/03/1921          | 4 września 1914 przemianowany na T 92, służył jako okręt flagowy dywizjonu trałowców, złomowany w 1921. |
| S 93  | 647              | 24/03/1900 | 14/07/1900        | 22/03/1921          | 4 września 1914 przemianowany na T 93, służył jako okręt obrony wybrzeża, złomowany w 1921. |
| S 94  | 648              | 23/04/1900 | 27/07/1900        | 26/10/1920          | 4 września 1914 przemianowany na T 94, służył jako okręt ochrony wybrzeża, zatopiony 13 marca 1920 w czasie puczu Kappa, podniesiony z dna i wycofany ze służby w październiku 1920, złomowany w 1921.             |
| S 95  | 649              | 20/02/1900 | 29/08/1900        | 22/03/1921          | 4 września 1914 przemianowany na T 95, służył jako okręt ochrony wybrzeża, wycofany ze służby 22 marca 1921, złomowany w 1921.                                                                                     |
| S 96  | 670              | 31/01/1900 | 27/09/1900        | 22/03/1921          | 4 września 1914 przemianowany na T 95, służył jako okręt pomocniczy, wycofany ze służby w 1921, złomowany w 1921.                                                                                                  |
| S 97  | 671              | 16/12/1899 | 28/05/1900        | 22/03/1921          | Dłuższy o 20 cm, wyporność większa o 40 ton. Początkowo służył jako awizo pod nazwą „Sleipner” przy jachcie cesarskim. 4 września 1914 przemianowany na T 97, służył jako okręt obrony wybrzeża, złomowany w 1921. |
| S 98  | 672              | 28/07/1899 | 04/11/1900        | 22/03/1921          | 4 września 1914 przemianowany na T 98, służył jako okręt pomocniczy, złomowany w 1921. |
| S 99  | 673              | 04/09/1900 | 13/12/1900        | 22/03/1921          | 4 września 1914 przemianowany na T 98, służył jako eskortowiec, złomowany w 1921. |
| S 100 | 674              | 13/11/1900 | 18/04/1901        | 15/10/1915          | 4 września 1914 przemianowany na T 100, służył jako okręt flagowy flotylli okrętów podwodnych. Zatonął na Bałtyku 15 października 1915 po kolizji w promem „Preussen”.                                             |
| S 101 | 673              | 22/12/1900 | 30/05/1900        | 22/03/1921          | 4 września 1914 przemianowany na T 101, służył jako okręt flagowy flotylli okrętów podwodnych, a później jako patrolowiec i okręt flagowy flotylli torpedowców, złomowany w 1921.                                  |